# Trevor Lennen
Trevor Lennan, né le 5 mai 1983, est un milieu de terrain de football bélizien qui joue à Police United.

## Carrière

### Carrière en club
Trevor commence sa carrière chez les pros en 2007, chez les Hankook Hovers, dans son Belize natal. Il quitte le club en 2009 pour rejoindre la Belize Defence Force FC, en première division bélizienne. Il rejoint Police United en janvier 2012, toujours en première division.

### Carrière internationale
Sélectionné pour la première fois en 2005, il est régulièrement appelé en équipe première. Disparaissant peu à peu de la sélection nationale (1 seule sélection en 2010), son transfert chez Police United le relance dans sa carrière internationale. Il a joué huit matchs en 2013 et marque l'unique but de sa carrière internationale lors de la Copa Centroamericana 2013.

#### Buts internationaux
| # | Date            | Lieu                                  | Adversaire | Score | Résultat | Compétition               |
| - | --------------- | ------------------------------------- | ---------- | ----- | -------- | ------------------------- |
| 1 | 22 janvier 2013 | Stade national, San José, Costa Rica. | Nicaragua  | 1–0   | 2–1      | Copa Centroamericana 2013 |